# 음악적 헌정

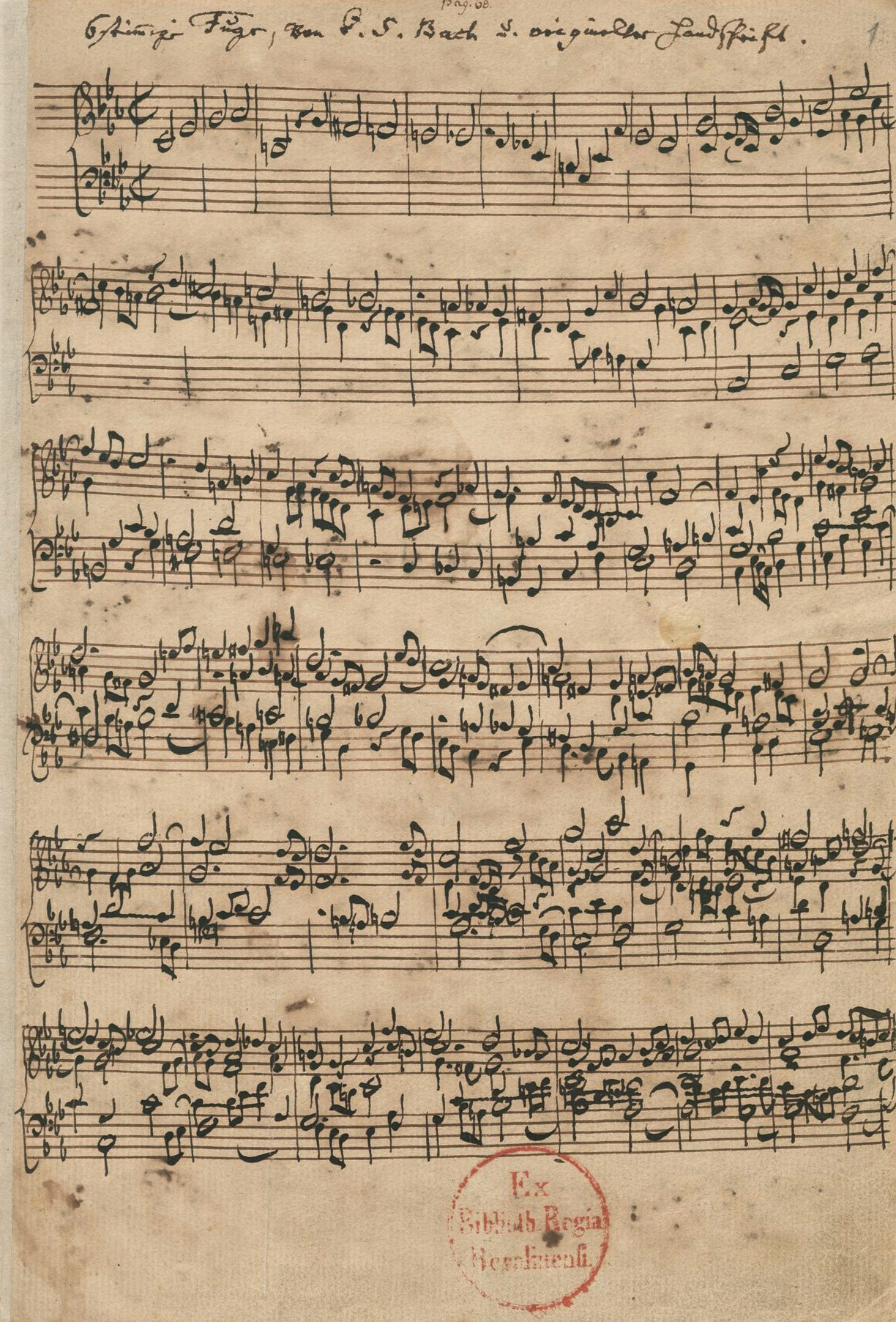
헌정 음악 자필 악보

헌정 음악(Musikalisches Opfer 또는 Das Musikalische Opfer)는 요한 세바스티안 바흐의 작품이다. 작품번호는 1079이다.

## 배경

음악적 헌정의 주제는 프리드리히 2세가 정한 것이다.

1747년 바흐가 프로이센 국왕 프리드리히 2세의 궁정을 방문하였을 때, 프리드리히 2세는 자신이 직접 쓴 주제를 가지고 즉흥연주를 하도록 하였다. 바흐의 아버지도 프리드리히 2세 앞에서 즉흥연주를 선보인 적이 있는데, 그의 아들인 요한 세바스티안 바흐도 아버지만큼 실력이 뛰어난지 시험하기 위해서였다.
바흐가 왕의 테마를 이용한 3성 푸가를 즉흥적으로 연주했다. 왕이 이번에는 6성 푸가를 연주해보라고 하자 바흐는 악보로 써서 제출하겠다고 하였다. 그리하여 바흐는 라이프치히로 돌아가 왕의 주제를 이용한 6성푸가를 완성하였다.
의뢰받아 그 자리에서 푸가 즉흥연주를 하였다. 바흐는 다음날 연주회에서도 즉흥연주를 한 뒤 라이프치히로 돌아와 왕이 주었던 주제를 바탕으로 이 곡을 완성하였다.

## 구성
- 두개의 리체르카레:
  - Ricercar a 6 (6성 푸가)
  - Ricercar a 3 (3성 푸가)
- 열개의 카논:
  - Canones diversi super Thema Regium:
    - 2 Canons a 2
    - Canon a 2, per motum contrarium
    - Canon a 2, per augmentationem, contrario motu
    - Canon a 2, per tonos

  - Canon perpetuus
  - Fuga canonica
  - Canon a 2 "Quaerendo invenietis"
  - Canon a 4
  - Canon perpetuus, contrario motu
- Sonata sopr'il Soggetto Reale
  - 라르고
  - 알레그로
  - 안단테
  - 알레그로